# PZL M-20 Mewa
PZL M-20 Mewa jest samolotem dyspozycyjnym produkowanym w dawnym PZL-Mielec, zbudowanym na licencji amerykańskiego samolotu Piper Seneca II.

## Piper PA-34 „Seneca II”
Pierwsza wersja samolotu produkcji amerykańskiej firmy Piper Aircraft PA-34-200 Seneca I został oblatany w roku 1971. W 1975 wprowadzono do sprzedaży zmodyfikowaną wersję oznaczoną jako PA-34-200T Seneca II.

## Powstanie „Mewy”
W roku 1977 PZL zawarły umowę na budowę samolotu, która zakładała, że zakłady wysyłały elementy samolotu do USA, a w zamian montowały samoloty z polskimi silnikami PZL-Franklin. Konstruktorem prowadzącym został mgr inż. Krzysztof Piwek.
Pierwszy egzemplarz samolotu zbudowany z części dostarczonych z USA pod koniec 1978 roku, natomiast pierwszy lot odbył się 25 lipca 1979 roku. Kolejne prototypy oblatano kolejno 22 września 1982 r. i 10 października 1985 r. W związku z problemami z seryjną produkcją silników PZL-Franklin opracowano wersję z silnikami TSIO/ LTSIO-360-KB, modyfikacja ta, będącej odpowiednikiem samolotu PA-34-220T Seneca III. Samolot z nowymi silnikami oblatano 13 października 1988 roku. W kolejnym prototypie zwiększono masę startową.

## Produkcja i dystrybucja
Według różnych danych do 2002 roku, w dwóch seriach produkcyjnych wyprodukowano łącznie 20 lub 23 sztuki samolotu.